# Псикод
Псикод (рос. Псыкод) — село в Урванському районі Кабардино-Балкарії Російської Федерації.
Орган місцевого самоврядування — сільське поселення Псикод. Населення становить 1527 осіб.

## Історія
Згідно із законом від 27 лютого 2005 року органом місцевого самоврядування є сільське поселення Псикод.

## Населення
| 2002 | 2010  |
| ---- | ----- |
| 1580 | ↘1527 |